# Thierry d'Avesnes
 (mars 2024).
Si vous disposez d'ouvrages ou d'articles de référence ou si vous connaissez des sites web de qualité traitant du thème abordé ici, merci de compléter l'article en donnant les références utiles à sa vérifiabilité et en les liant à la section « Notes et références ».
Thierry d'Avesnes est le fils de Wédric II d'Avesnes, dont il prend la suite. Il épouse Ade de Roucy, veuve en premières noces de Godefroy de Guise, et en secondes noces de Gautier, seigneur d'Ath. 
À la suite de dégâts sur ses terres par des soldats de la garnison de Maubeuge, Thierry décide d'attaquer le comte de Hainaut. Il s'empare des villes de Maubeuge et de Mons, et les saccage ainsi que les monastères de Sainte Aldegonde et de Sainte Waudru en 1093.
À la suite d'un lien de consanguinité entre lui et son épouse (cousin au quatrième degré), il dut se séparer d'elle. Un an plus tard, en 1106, Thierry est tué par les gens d'Isaac de Berlaimont dans la forêt de Mormal.